# Акуавива деле Фонти
Акуавѝва деле Фо̀нти (на италиански: Acquaviva delle Fonti, на местен диалект Iacquavìve, Якуавиве) е град и община в Южна Италия, провинция Бари, регион Пулия. Разположен е на 300 m надморска височина. Населението на общината е 21 038 души (към 2010 г.).